# ليان بزلميط
ليان بزلميط هي فنانة ومغنية فلسطينية ولدت في مدينة رام الله في الضفة الغربية عام (4 ديسمبر - 1991) واصلها من مدينة الخليل، اشتركت في برنامج ستار أكاديمي 8 وحصلت على المركز السادس، أعلنت عن اعتزالها للفن سنة 2015م

## عن حياتها
تقيم ليان في مدينة عمان، الأردن تزوجت في نهاية سنة 2015م ومن ثم أعلنت بعد عقد القران اعتزالها الغناء، كانت تعاني بطفولتها بسبب طلاق والديها، وعُرفت عند الناس بعد مشاركتها بـستار أكاديمي 8 عام 2011م.

## جوائزها
حصلت على جائزة أفضل مغنية صاعدة لعام 2012م في الوطن العربي، وأفضل مغنية صاعدة في الأردن لعام 2013م.

## أغانيها
1. عايزة اشتقلك مع خالد مصطفى
2. بحبك يا فلسطين
3. اوبريت غزة مع الفنان الفلسطيني محمد عساف وطوني قطان وغيرهم
4. الله يصبرني عليك